# Gustav III:s paviljong

Gustav III:s paviljong är en av byggnaderna i Hagaparken i Solna kommun. Med "Hagas lilla slott" skapade Gustav III ett exklusivt, varaktigt hem som kungen ofta utnyttjade. Lilla slottet uppfördes 1787–1792 med Olof Tempelman som arkitekt och blev för Gustav III en plats att dra sig tillbaka till under oroliga tider.
Även om den ursprungliga interiören har förändrats under 1800- och 1900-talen är Gustav III:s paviljong idag en av de främsta exemplen på gustaviansk arkitektur och inredning. Byggnaden är sedan 1934 ett statligt byggnadsminne.

## Bakgrund
Byggandet av Gustav III:s paviljong påbörjades 1787 efter ritningar av Olof Tempelman. Han hade av kungen fråntagits uppdraget att rita Stora Haga slott och fick nu istället utföra arkitektarbetena för en kunglig paviljong i närheten av det planerade slottet. På platsen för paviljongen fanns redan en äldre byggnad, "Stenhuset", Brahelunds nya bostadsflygel, som blev mittenpartiet i den nya byggnaden. Brahelund-området hade förvärvats av Gustav III i november 1785, han kunde därmed utöka Hagaparkens areal betydligt åt norr. Liksom vid planeringen för Stora Haga slott, engagerade sig kungen även här personligen i planerings- och byggprocessen. Han gjorde egna skisser och förlängde bland annat de båda flyglarna med två fönsteraxlar. Tempelmans slutgiltiga fasadritning präglades av inspirationer från den tessinska barocken och för tankarna till Stockholms slotts fasadarkitektur. Hans ritningar godkändes av Gustav III den 29 maj 1787 och arbetena sattes omedelbart igång. 
Paviljongens invändiga dekor liksom en stor del av möblerna skapades av inredningsarkitekten Louis Masreliez. Paviljongen blev hans första stora uppdrag i sengustaviansk stil. Under den mest intensiva perioden var Masreliez tidvis bosatt i sviten högst upp i byggnaden för att kunna leda och övervaka arbetena på plats. Det praktiska dekormåleriarbete utfördes av Johan Kasberg och Carl Gustaf Eckstein. Inredningarnas listverk utfördes huvudsakligen i stuck av Masreliez' fem år yngre bror Jean Baptiste Masreliez.

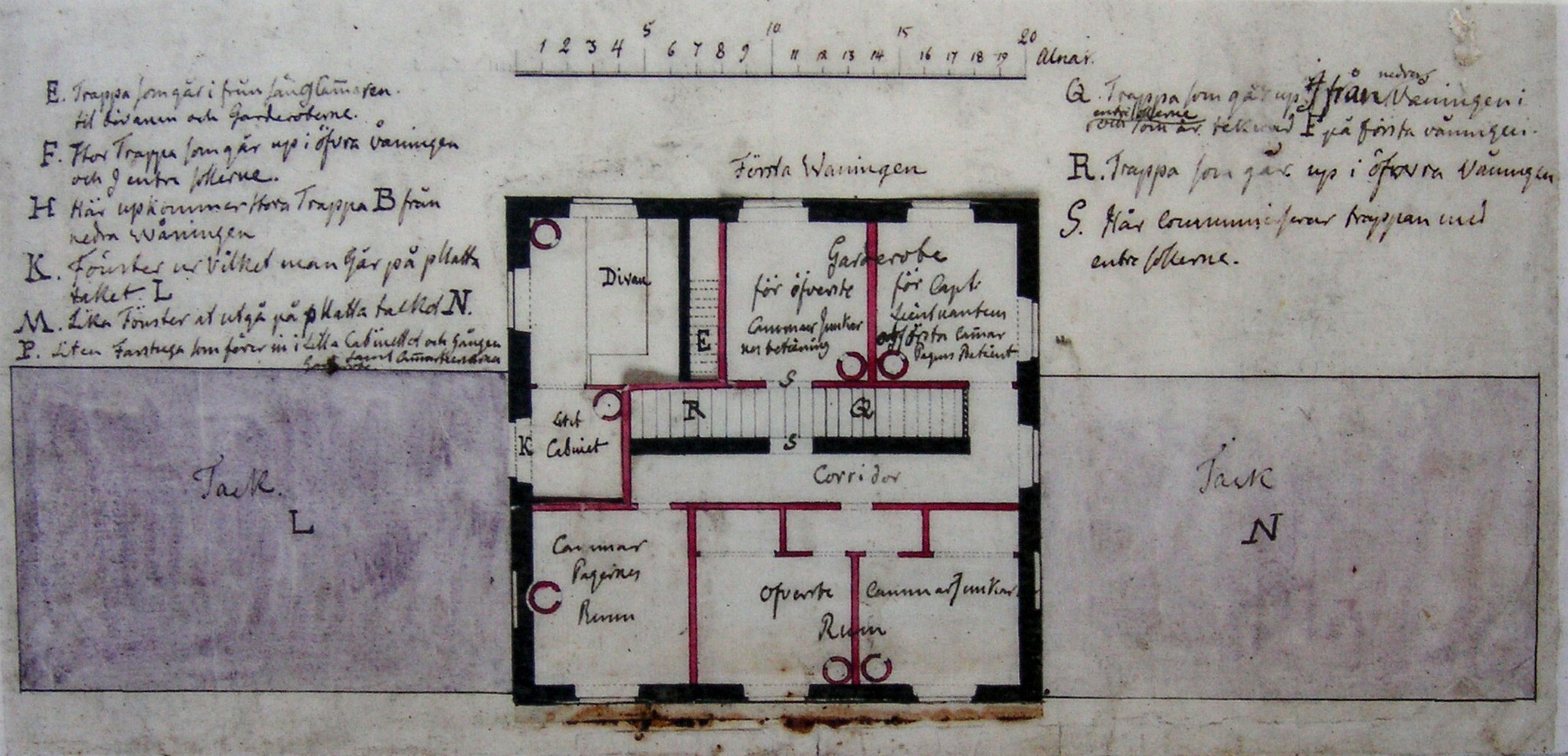
Gustav III:s egen skiss: "Ändringen och Tilbygnaden af Stenhuset på Brahelund 1787".
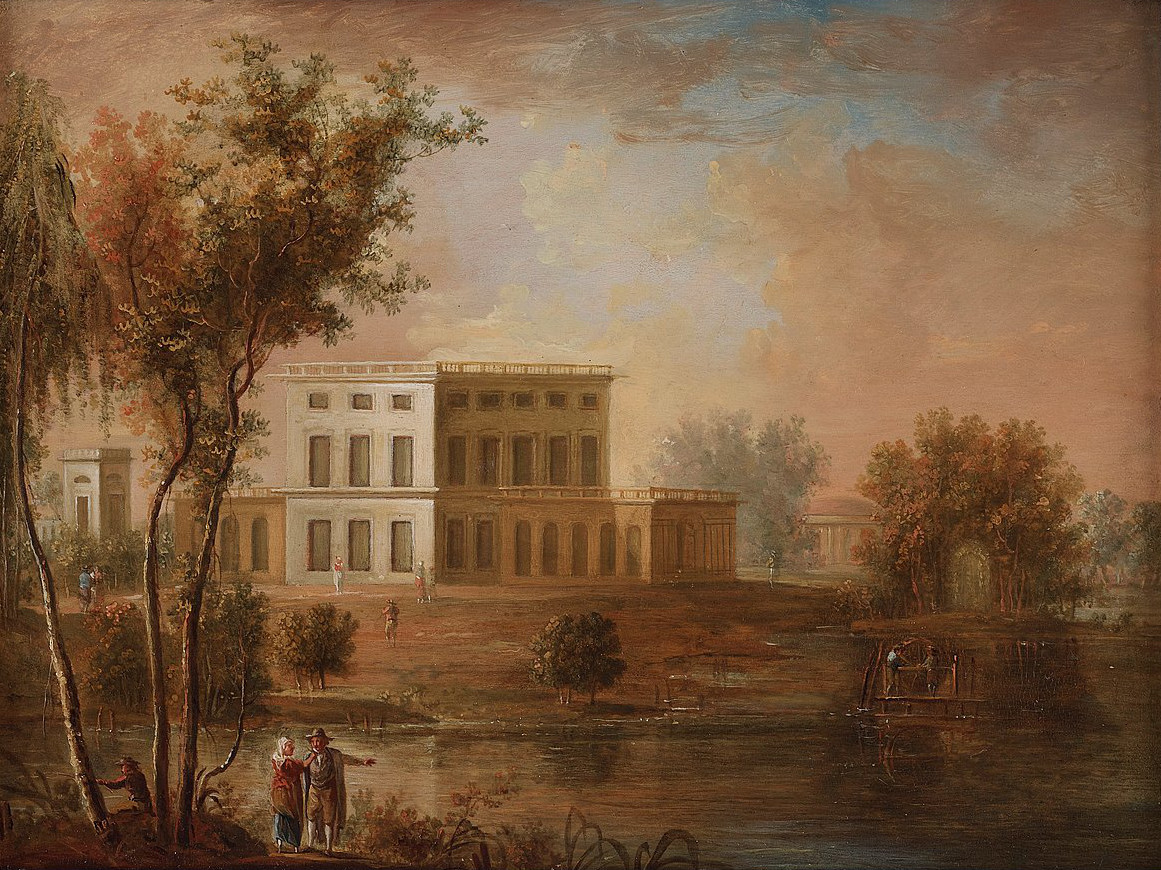
Tidig målning av paviljongen, utförd runt 1790 av Johan Philip Korn.

## Byggnadsbeskrivning

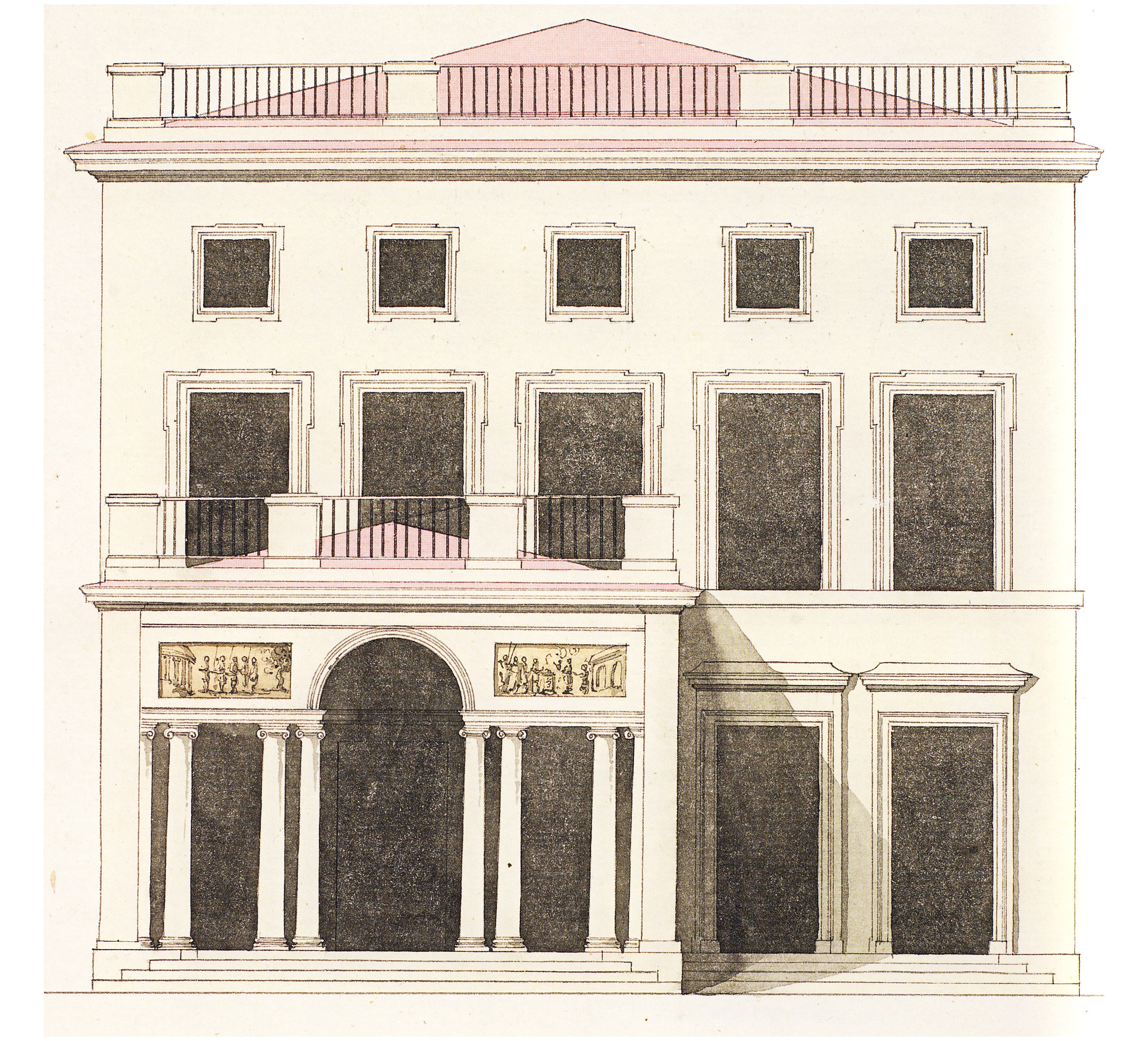
Tempelmans fasadritning från 1787.

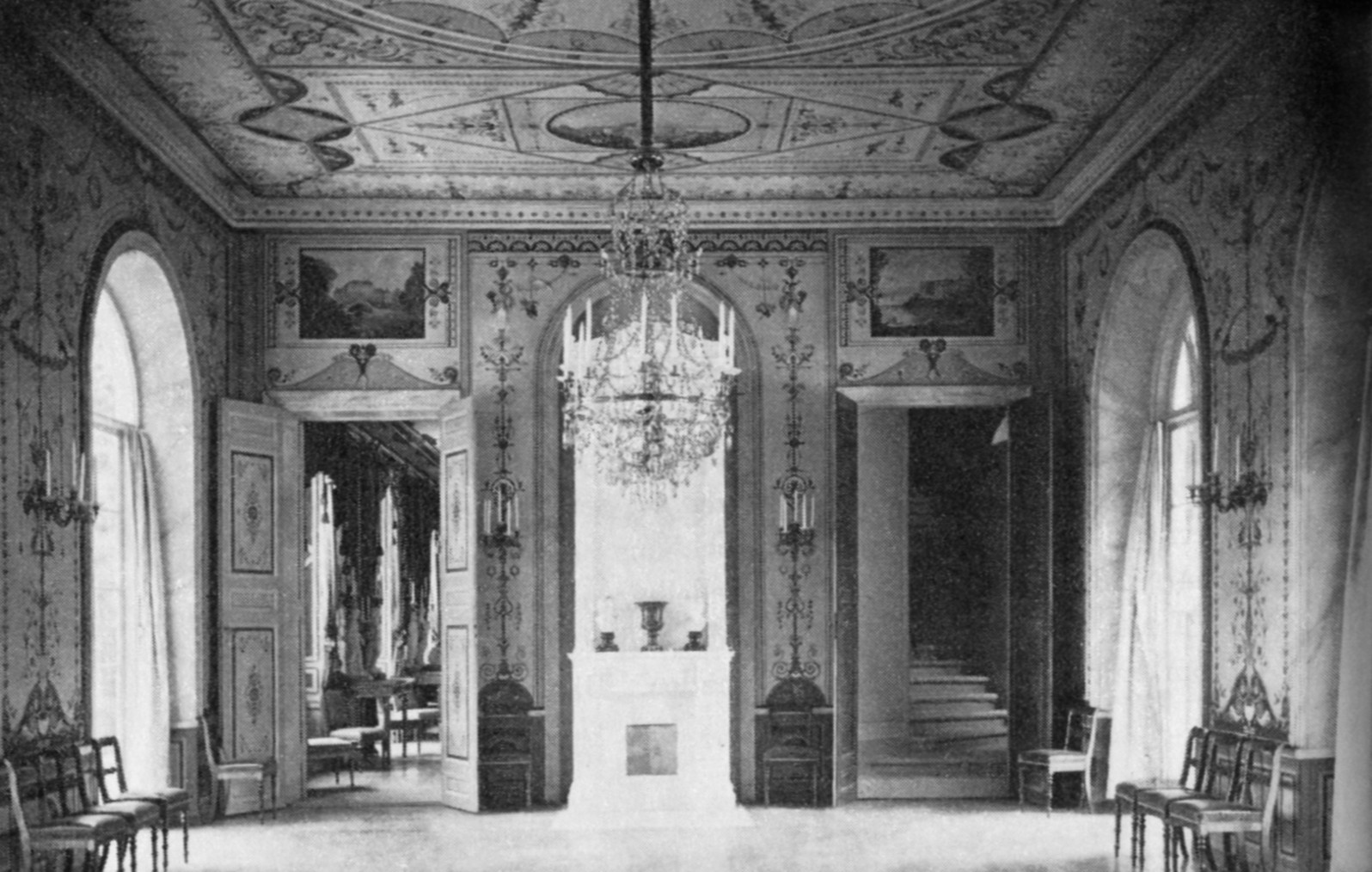
Matsalen på Oskar I:s tid, foto från 1890-talet innan restaureringen.

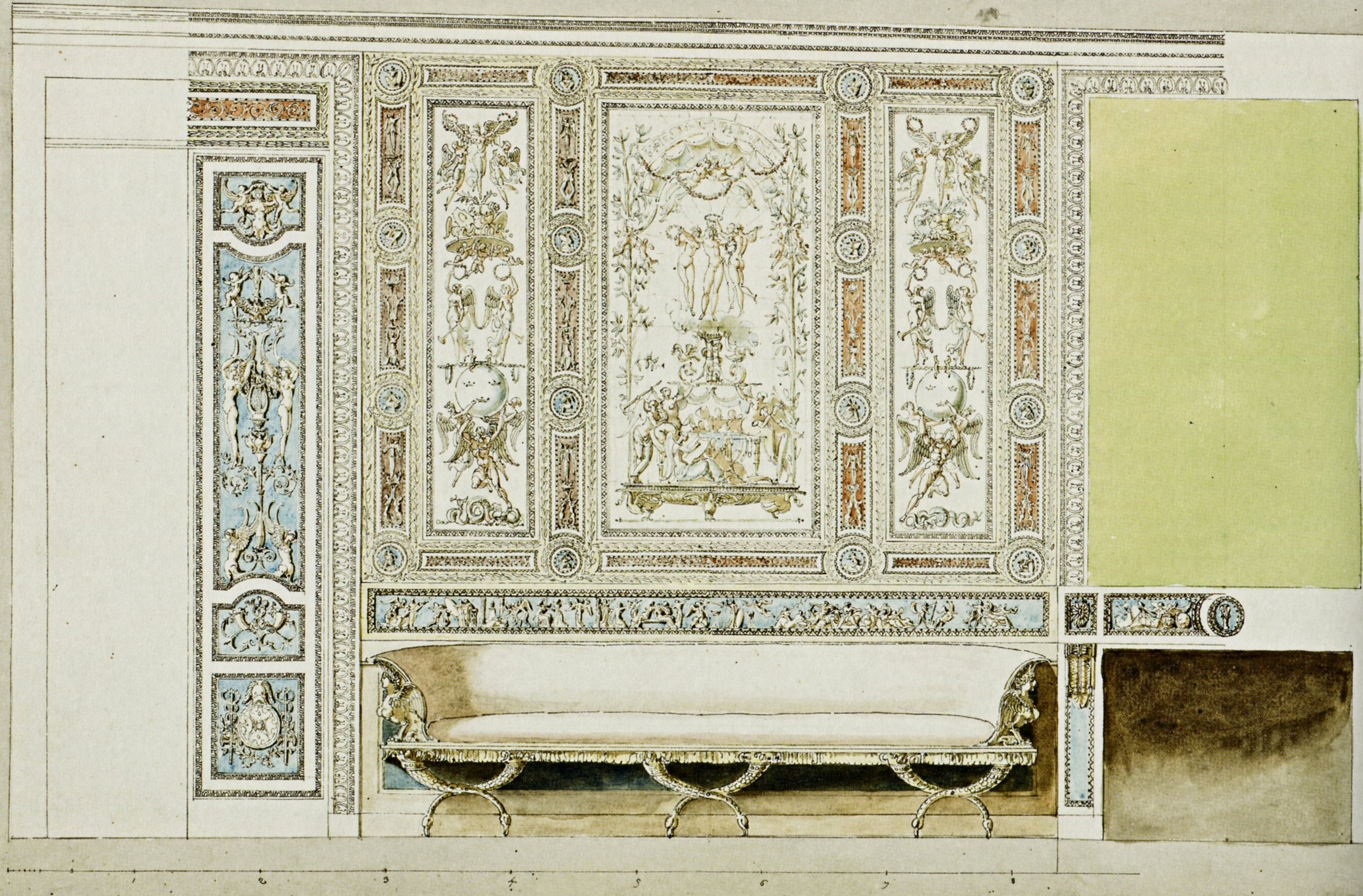
Masreliez' ritning för fondväggen och soffan i Stora salongen, 1790-tal.

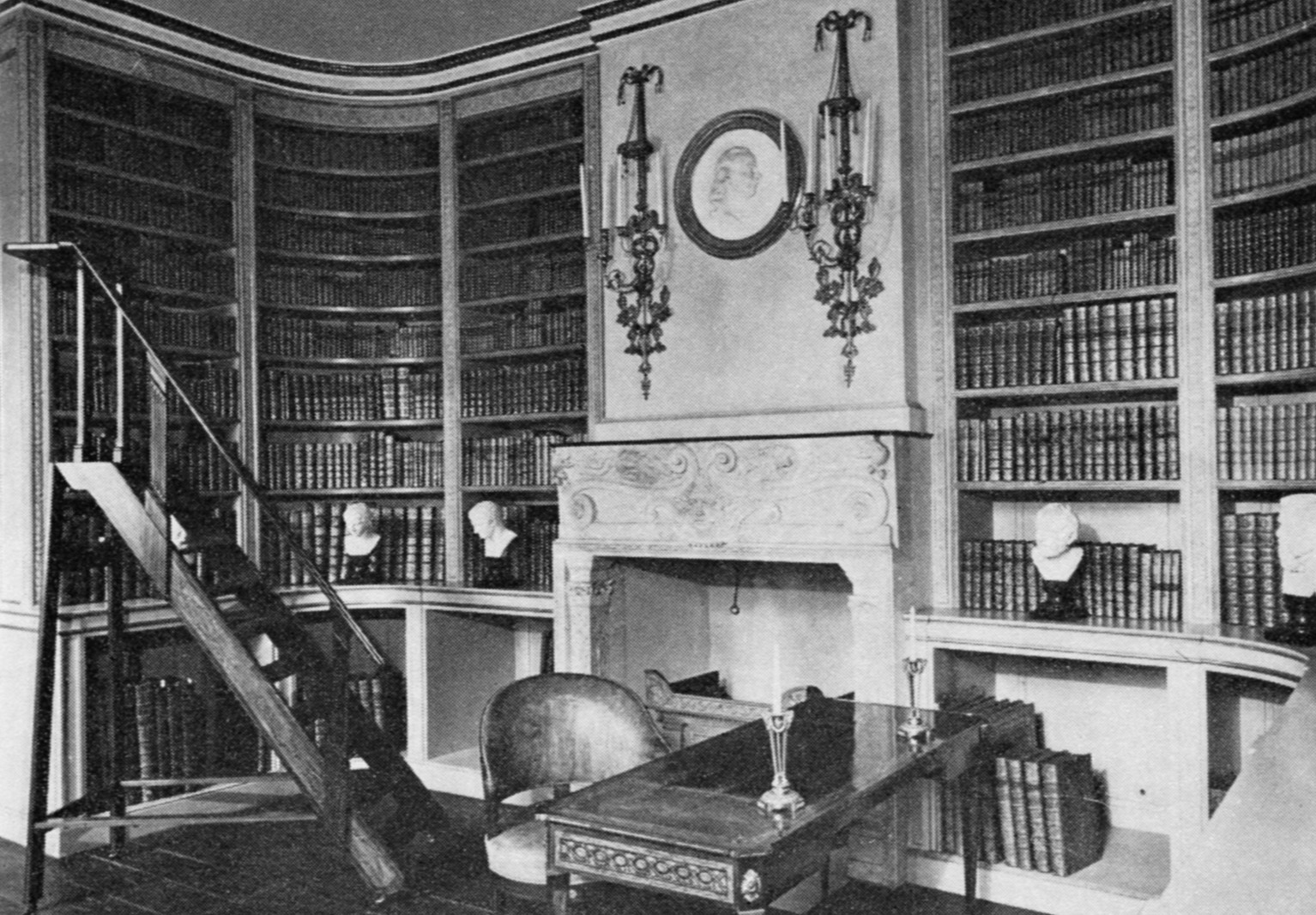
Gustav III:s Hagabibliotek på 1960-talet.

Byggnadens långsida sträcker sig i nord-syd riktning. Mittendelen består av tre våningar med en lägre attikavåning högst upp. Pocherna, de båda flyglarna, är uppförda i en våning med fem rumshöga fönster vardera och på varje långsida. Takkanten på hög- och lågdelen omges av en balustrad. 
Paviljongens bottenvåning innehåller sju rum, därav tre i mittensektionen. Den nuvarande huvudentrén mot norr begagnades troligen inte av kungen eller dennes gäster. Till höger och vänster om portalen finns två medaljonger med änglamotiv som väggprydnad. 
I mittensektionen ligger den Stora salongen med sin ursprungliga utsmyckning bevarad. Eftersom väggfälten aldrig blivit övermålade räckte det med att tvätta bort en gulnad fernissa. Rummet anses idag som en av paviljongens vackraste. Här har Masreliez skildrad den antika gudavärlden målad på väggarna inom inramade fält, de är ägnade åt Jupiter, Apollo, Juno och Minerva. Stora salongens möblering är en senare rekonstruktion. Ursprungligen täcktes golvet av en heltäckande matta "av rosig manchester med bård", idag finns här ett rödbrun målat trägolv.
Konungens matsal ligger i den norra flygeln. Salen gestaltades av Masreliez som ett antikt tempel med väggmålningar som för tanken till stenarkitektur. De visar målade marmorpilastrar i korintisk ordning som bär upp en taklist. Under taket finns målade reliefer med motiv till vinguden Bacchus' ära. De höga dubbeldörrarna är målade som bronsklädda portar. Matsalen förändrades kraftigt på 1840-talet under Oskar I:s tid men kunde återskapas i en förenklad rekonstruktion på 1930-talet.
Det största rummet i flygelbyggnaden mot syd kallas Spegelsalongen. Med sina höga fönster åt tre håll ger den en imponerande utsikt över parken och en inre del av Brunnsviken. Salongens listverk och dekor levererades av Pehr Ljung i juni 1791 och ett halvt år senare monterades de stora, dyrbara franska spegelglasen. Spegelsalongen kallades på Gustav III:s tid även Lecturerrummet. Här var det tänkt att en lektör skulle läsa högt ur något litterärt verk. I samband med att sandstenskolonnerna byttes mot de nuvarande i marmor 1849 monterades den smäckra inglasningen i salongens södra gavelvägg som finns än idag. En speciell finess var kakelugnarnas eldning som skedde utifrån genom luckor i ytterväggen. Konsthistorikern Nils G. Wollin ansåg att Spegelsalongen med sina kolonner, stora segelytor och dekoreringar i guld och vitt hör till "något av det mest tjusande, som skapats inom svensk arkitektur". Vid Gustav III:s död var salongen enbart delvis möblerad.
Trots att inredningsarbetena med Lilla slottet var långt ifrån avslutade kunde Gustav III flytta in den 10 december 1790 och hålla den första middagen i matsalen. I sista stund kom det stora matsalsbordet med marmorskiva på plats. Ännu i mars 1792, samma månad då kungen mördades återstod några arbeten och man väntade på försenade leveranser. När paviljongen stod färdig några månader efter kungens död väckte den stor beundran.

## Renoveringar och restaureringar
| Medaljongerna vid entrén. |  | Medaljongerna vid entrén. |
| Medaljongerna vid entrén. |  |                           |

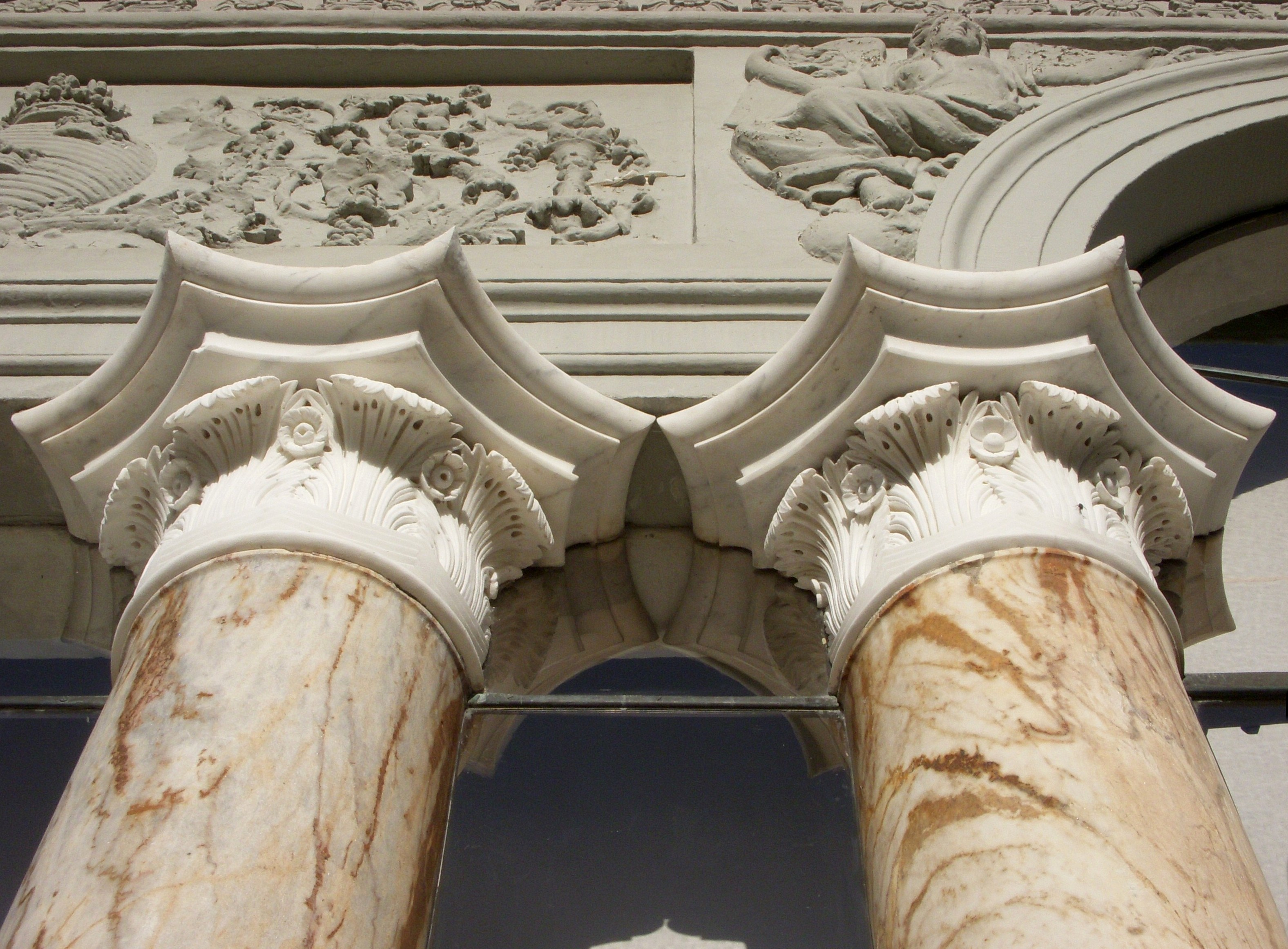
Kolonner med lotuskapitäl från Oscar I:s tid.

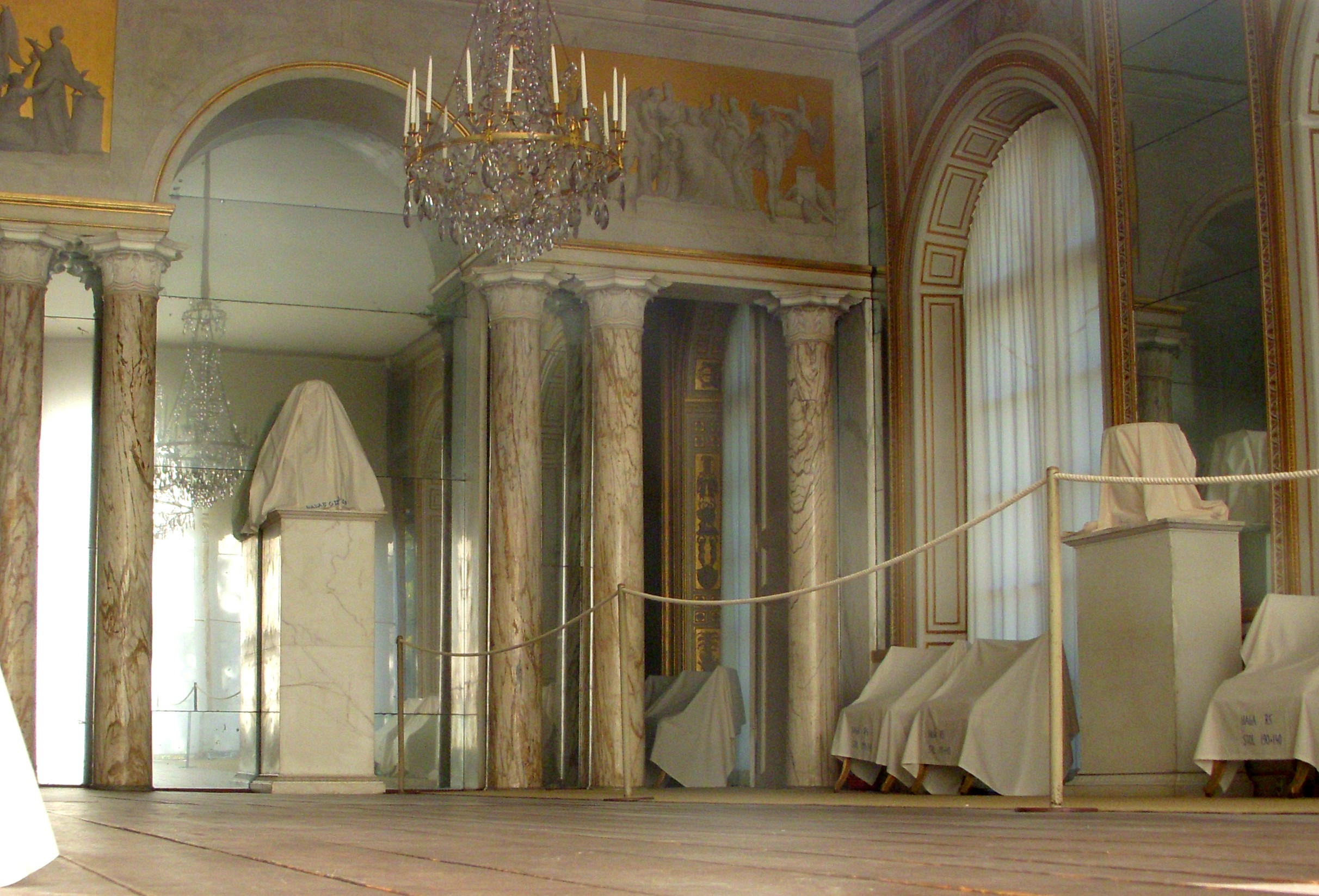
Spegelsalongen med vinterskydd för möbler och skulpturer, oktober 2011.

Under 1800-talet förändrades en hel del av byggnadens interiör. På grund av fuktskador utfördes övermålningar av den ursprungliga väggdekoren i några rum. På 1840-talet lät Oscar I restaurera byggnaden genom arkitekt Georg Theodor Chiewitz. Då byttes även de joniska kolonnerna vid gavlarna och på Spegelsalens kortsida mot nya av italiensk marmor med lotuskapitäl. Den största förändringen var nygestaltningen av Konungens matsal i pompejansk stil, som dock restaurerades till mer ursprungligt skick på 1930-talet.
I byggnaden finns idag åter stora delar av Gustav III:s Hagabibliotek. Att återskapa detta bibliotek blev ett omfattande detektivarbete. Flertalet böcker följde med Gustav IV Adolf vid hans landsflykt i början på 1800-talet. Bokhyllor och den öppna spisen hade rivits ner och rummet delades upp i två mindre rum. Spisen återuppsattes 1923 och samma år återfanns mer än hälften av böckerna på en internationell auktion i Tyskland. Hovjägmästaren Helge Axelsson Johnsson köpte samlingen och skänkte den till Gustaf V. Återstoden återlämnades från Kungliga biblioteket och från Stockholms slott. På Stockholms slott hittades även bokhyllorna och listverk. Av den ursprungliga möbleringen återstår idag bara biblioteksstegen.
Ytterligare en restaurering gjordes åren 1937-1946 under ledning av slottsarkitekten Ragnar Hjorth, då interiören kunde återställas till stora delar i sitt ursprungliga skick. I Stora salongens förmak samt i delar av Spegelsalongen var 1700-talets dekor till stor del intakt och kunde konserveras på plats. Genom fynd av fragment av 1790-talets väggfält kunde väggpartierna rekonstrueras. Till stor hjälp var även Masreliez' gamla originalkartonger som av en slump återfanns hoprullade på gamla Konstfackskolans vind.

## Slottet idag
Trots att inte alla rum kunde återställas exakt till sitt ursprungliga skick är resultatet av restaureringen på 1930-talet en slottsmiljö med stora stämningsvärden snarare än ett autentiskt originaltillstånd. Stora delar av paviljongens ursprungliga möbler finns fortfarande i Gustav III:s paviljong och ger en unik känsla av 1700-tal och den gustavianska inredningsstilen.
Byggnaden benämns inte slott utan paviljong, ändå räknas den till de tio kungliga slotten i Sverige. Gustav III:s paviljong ägs och förvaltas av Statens fastighetsverk medan kungahuset äger dispositionsrätten. Gustav III:s paviljong ingår i guidade visningar under sommarmånaderna.

## Bilder

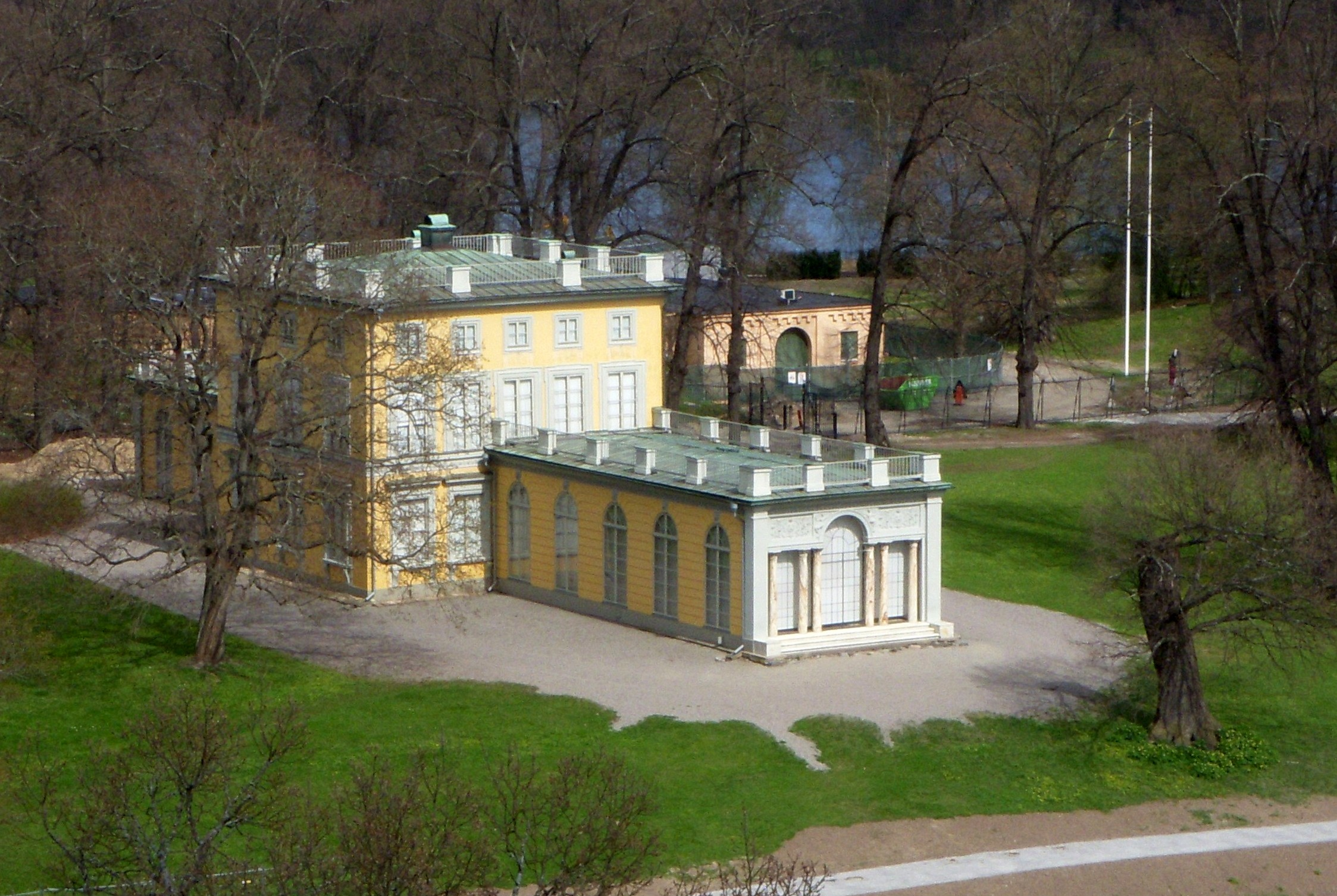
Gustav III:s paviljong i maj 2010
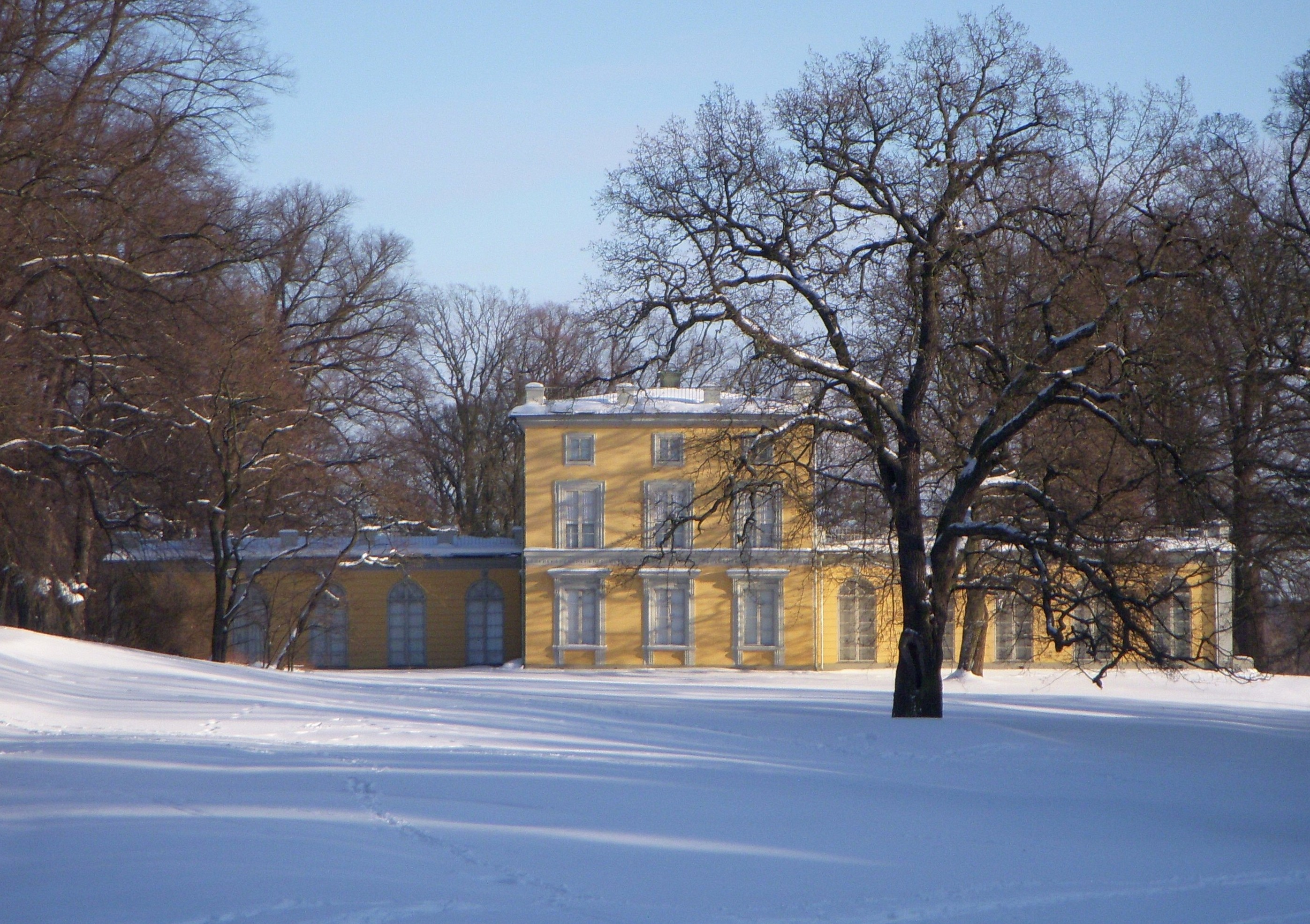
Fasad mot väst i januari 2006
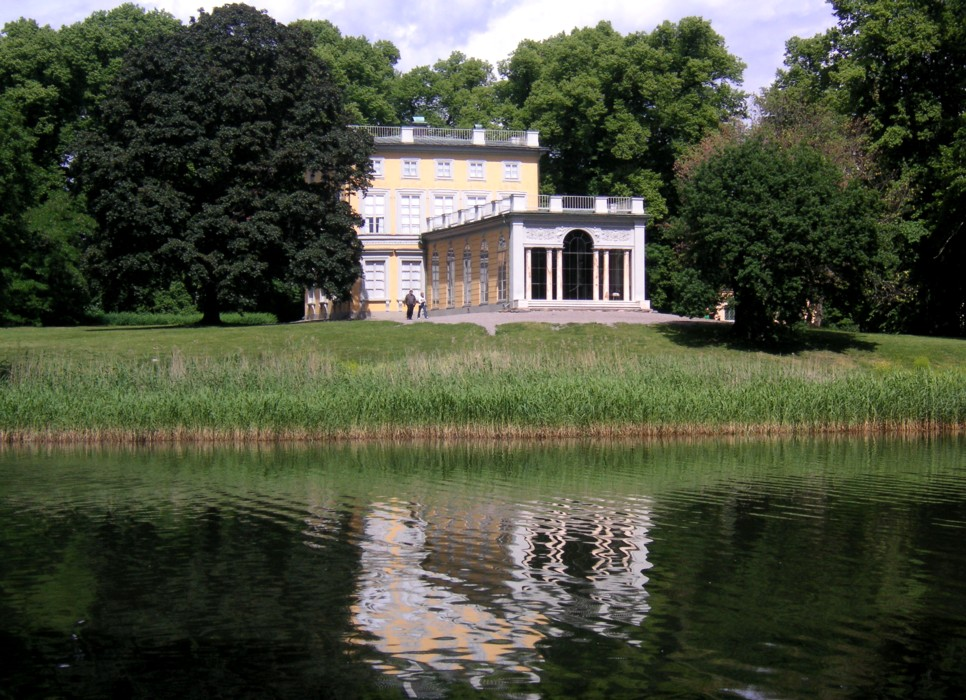
Fasad mot syd med Brunnsviken
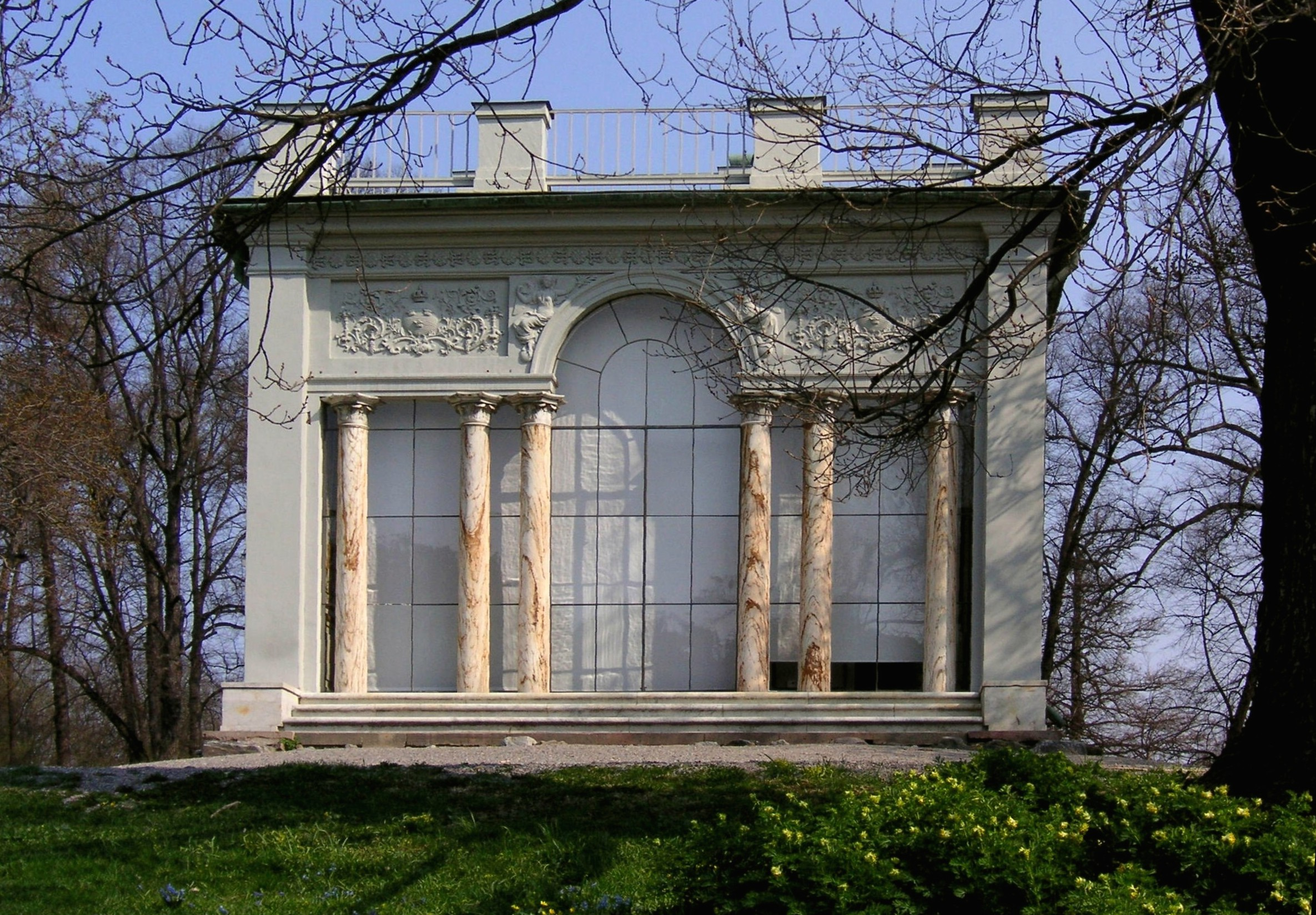
Gaveln och Spegelsalongen mot syd